# Preondactylia
Los preondactilios (Preondactylia) son un infraorden de pterosaurios, nombrado en 2014, por los paleontólogos Brian Andrés, Xu Xing y James Clark. El infraorden Preondactylia consiste en Preondactylus, posiblemente Austriadactylus y todos sus descendientes. Todos pertenecían al Triásico Superior, en el Noriense. Los preondactilos tenían largas colas que recordaban a los ranforrínquidos aunque no estuviesen relacionados con ellos. Los preondactilos vivieron en Europa.

## Taxonomía
- Austriadactylus?
- Preondactylus (especie tipo)

## Descripción
Los preondactilos tenían largas patas, colas parecidas a las de un ranforrinco y alas estrechas, con picos dentados, algo normal en los pterosaurios del Triásico Superior. Eran pterosaurios relativamente pequeños, en comparación con otros.